# Helvecia Viera
María Helvecia Viera Sánchez (24 de junio de 1928-Santiago, 29 de marzo de 2009), más conocida como Helvecia Viera, fue una actriz y comediante chilena.
Participó en numerosas producciones tanto en teatro como en televisión durante tres décadas. Entre sus apariciones televisivas destacan los programas Morandé con compañía (MEGA) y Sábados Gigantes (Canal 13).
Formó junto a su esposo y luego exesposo Eduardo Aránguiz el dúo humorístico «Los Morisquetos», entre los años sesenta y noventa; introduciendo la grabación de sus actuaciones, una novedad en ese entonces.
Falleció tras sufrir una falla multisistémica en el Hospital Sótero del Río de Santiago de Chile, el 29 de marzo de 2009, a la edad de 80 años.

## Filmografía

### Teleseries
- Don Floro (Mega, 2004) - ¿?
- Versus (TVN, 2005) - Tía purísima Vergara(Puri)

### Series y unitarios
- El cuento del tío (TVN, 2005) - ¿?

### Programas de televisión
- Festival de la una (Televisión Nacional de Chile) - Década de los 80.
- Venga conmigo (Canal 13, 1993) - ¿?
- Morande con Compañía (Mega, 2008) - Humorista.